# Berlin (Pennsilvània)
Berlin és una població dels Estats Units a l'estat de Pennsilvània. Segons el cens del 2000 tenia 2.192 habitants.

## Demografia
Segons el cens del 2000, Berlin tenia 2.192 habitants, 881 habitatges, i 577 famílies. La densitat de població era de 930 habitants per quilòmetre quadrat.
Dels 881 habitatges en un 29,4% hi vivien nens de menys de 18 anys, en un 53,8% hi vivien parelles casades, en un 8,7% dones solteres, i en un 34,4% no eren unitats familiars. En el 30,9% dels habitatges hi vivien persones soles el 15% de les quals corresponia a persones de 65 anys o més que vivien soles. El nombre mitjà de persones vivint en cada habitatge era de 2,31 i el nombre mitjà de persones que vivien en cada família era de 2,9.
Per edats la població es repartia de la següent manera: un 22,1% tenia menys de 18 anys, un 6,7% entre 18 i 24, un 26,6% entre 25 i 44, un 21,6% de 45 a 60 i un 23% 65 anys o més.
L'edat mediana era de 41 anys. Per cada 100 dones de 18 o més anys hi havia 77,3 homes.
La renda mediana per habitatge era de 29.219 $ i la renda mediana per família de 35.714 $. Els homes tenien una renda mediana de 27.763 $ mentre que les dones 20.156 $. La renda per capita de la població era de 15.614 $. Entorn del 5,9% de les famílies i el 10% de la població estaven per davall del llindar de pobresa.

## Poblacions més properes
El següent diagrama mostra les poblacions més properes.